# Jean Tigana
Jean Amadou Tigana, född 23 juni 1955 i Bamako, Mali, är en fransk före detta professionell fotbollsspelare och numera -tränare.
Jean Tigana bildade tillsammans med Michel Platini, Alain Giresse och Luis Fernandez en berömd mittfältskvartett i franska landslaget under 1980-talet. Han var en defensiv mittfältare som inte var speciellt stor och stark, men som däremot hade en stark vilja att vinna och inte minst en utsökt teknik.
Tillsammans med sina föräldrar flyttade han till Frankrike som treåring. Han växte upp i Marseille och började spela fotboll i klubben Caillols. Han spelade senare i Toulon, och upptäcktes då av dåvarande tränaren i Olympique Lyonnais, Aimé Jacquet. Han kom att spela i Lyon i tre säsonger. Under denna period gjorde Tigana även landslagsdebut. Första matchen i franska landslaget kom mot Sovjetunionen i maj 1980. Ett år senare värvades han av Girondins de Bordeaux, där han 1984 kom att vinna sin första ligatitel. I Bordeaux var han med om att vinna merparten av sina troféer. Det blev ytterligare två ligaguld (1985 och 1987) samt två segrar i franska cupen (1986 och 1987). 1984 var han med i det franska landslag som blev europamästare på hemmaplan. I det franska laget återfanns fyra av Tiganas lagkamrater från Bordeaux, däribland Alain Giresse och Patrick Battiston. Samma år blev Tigana utsedd till Årets spelare i Frankrike.
I november 1988 spelade Tigana sin sista landskamp, då Frankrike mötte Jugoslavien. Han hade då spelat 52 landskamper och gjort ett mål. Förutom EM 1984 var han med i VM-turneringarna 1982 och 1986. I Spanien 1982 blev det en fjärdeplats för fransmännen och i Mexiko 1986 tog man brons.
Tigana lämnade Bordeaux för spel i Olympique de Marseille 1989. Efter två raka ligaguld avslutade han spelarkarriären som 35-åring 1991. Han lämnade dock inte fotbollen, utan satsade på en karriär som tränare. 1993 fick han tränarjobbet i sin gamla klubb Olympique Lyonnais, där han stannade i två år, innan han tog över AS Monaco. Han tränade Monaco under fyra säsonger, och förde klubben till ett ligaguld 1997. Säsongen efter tog sig Monaco till semifinal i Champions League, där dock Juventus blev för svårt. År 2000 flyttade Tigana till den engelska division 1-klubben Fulham. Tiden i London kunde inte börjat bättre. Efter en strålande säsong vann man serien och gick upp i Premier League. Knappt två år efter uppflyttningen till Premier League, våren 2003, fick Tigana sparken från Fulham efter en serie mindre bra resultat. Mellan 2005 och 2007 tränade han sedan Beşiktaş JK. Den 18 december 2011 meddelades det att Tigana hade fått jobb hos den kinesiska klubben Shanghai Shenhua som huvudtränare inför säsongen 2012. Den 15 april fick Tigana sparken från Shanghai Shenhua efter en serie mindre bra resultat som hade lämnat klubben bland bottenlagen.

## Utmärkelser
- Riddare av Hederslegionen,  31 december 2021[1]

[Redigera Wikidata]